# 삼성 SPH-M300
삼성 SPH-M300(Samsung SPH-M300)은 2007년 중반에 북미 시장을 위해 제한된 멀티미디어 기능을 가진 기본적이고 저가형 카메라 폰으로 출시된 플립 또는 클램셸 스타일의 휴대 전화이다. SPH-M300은 (SPH 모델 접두사가 나타내듯이) PDA 스타일의 핸드셋으로 기본적인 연락처 디렉토리, 메모, 달력 및 기타 일반적인 PDA 기능을 갖추고 있으며, 전용 문자 키보드는 없지만 기본적인 웹 브라우징 및 SMS 문자 메시지 기능도 가능하다.